# Cascada del Ézaro
La cascada del Ézaro (en gallego: fervenza do Ézaro) o cascada del Xallas,  es una cascada que forma el río Jallas en su desembocadura al mar. Está situada en el municipio de Dumbría, provincia de La Coruña, en la comunidad autónoma de Galicia (España). 
Desde hace 7 años aproximadamente tiene un caudal mínimo ecológico. Por lo que se puede disfrutar de ella en cualquier época del año.
Desde luego, su mejor época es en el invierno, donde hay mayores cantidades de precipitaciones.

## Características

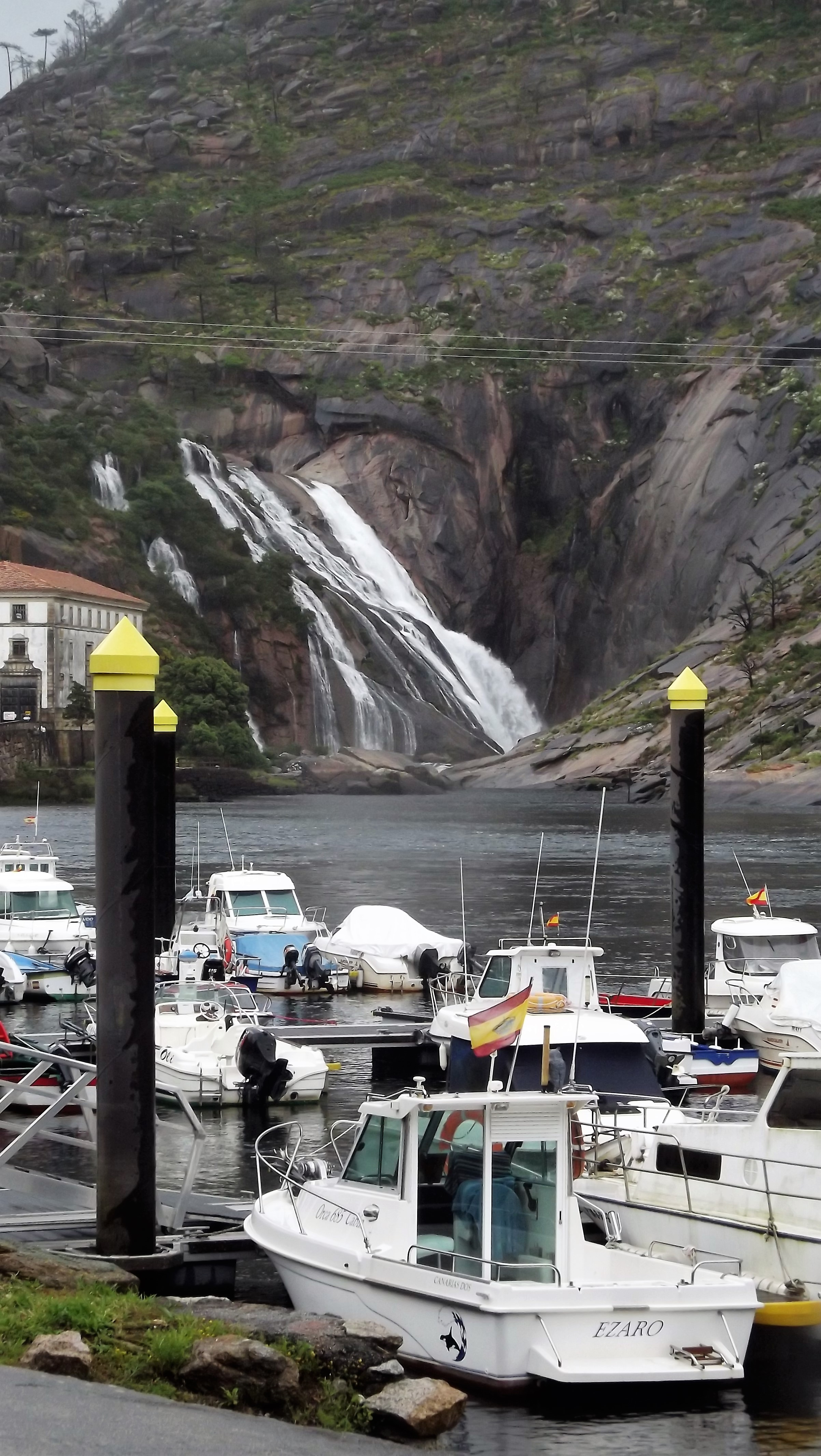
Cascada desde el puerto.

El desnivel del último tramo del río Jallas es de 155 metros, precipitándose el agua 40 metros de altura monte abajo hasta golpear las paredes del cañón situado al pie del monte Pindo (de 630 m de altitud). Existen referencias documentadas que datan del año 1724 que mencionan la cascada, describiéndola como una enorme humareda que se podía divisar desde varios kilómetros mar adentro. Esta humareda deja una pared bastante erosionada de más o menos 30 metros de altura.